# Har Adar
Har Adar (en hebreu: הר אדר) és un assentament israelià localitzat a l'Àrea de Judea i Samaria, a Cisjordània. Fundat en 1986, va ser declarat consell local en 1995. Segons l'Oficina Central d'Estadístiques d'Israel, el desembre de 2010 tenia una població total de 3.426 habitants.